# 沃雷勒德蒙贝勒
沃雷勒德蒙贝勒（法語：Verel-de-Montbel，法語發音：[vəʁɛl də mɔ̃bɛl]）是法国萨瓦省的一个市镇，属于尚贝里区。

## 地理
沃雷勒德蒙贝勒（45°33'33"N, 5°43'49"E）面积3.74 平方千米，位于法国奥弗涅-罗讷-阿尔卑斯大区萨瓦省，该省份为法国东部省份，历史上为薩伏依的一部分，北起上萨瓦省，西接伊泽尔省和安省，南部和东部与上阿尔卑斯省和意大利接壤。
与沃雷勒德蒙贝勒接壤的市镇（或旧市镇、城区）包括：阿夫雷雪、阿延、贝尔蒙-特拉莫内、拉布里杜瓦尔、多梅桑、迪兰、罗什福尔。

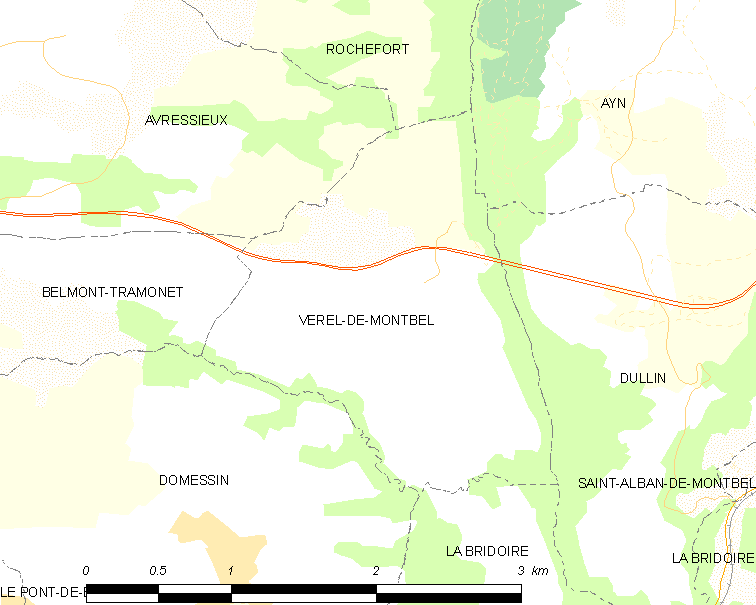
沃雷勒德蒙贝勒的OSM定位图

沃雷勒德蒙贝勒的时区为UTC+01:00、UTC+02:00（夏令时）。

## 行政
沃雷勒德蒙贝勒的邮政编码为73330，INSEE市镇编码为73309。

## 政治
沃雷勒德蒙贝勒所属的省级选区为勒蓬德博瓦桑县。

## 人口

1962-2008年间沃雷勒德蒙贝勒人口变化图示

沃雷勒德蒙贝勒于2022年1月1日时的人口数量为339人。